# Burkina Faso en los Juegos Paralímpicos de Barcelona 1992
Burkina Faso estuvo representada en los Juegos Paralímpicos de Barcelona 1992 por tres deportistas masculinos. El equipo paralímpico burkinés no obtuvo ninguna medalla en estos Juegos.